# Eisstrom

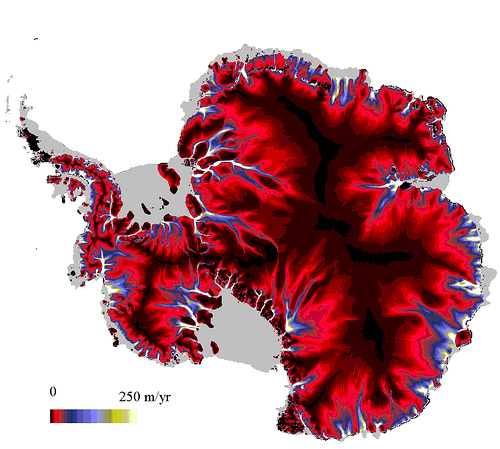
Fließgeschwindigkeit des Eises des Antarktischen Eisschilds. Die blau, gelb oder weiß gefärbten Bereiche kennzeichnen die schneller fließenden Eisströme.

Der Begriff Eisstrom ist – neben seiner Verwendung als anschauliches Synonym für Gletscher – ein glaziologischer Fachbegriff, der dem englischen Begriff „Ice stream“ entspricht. Dieser bezeichnet Bereiche von Eisschilden, die sich vom umgebenden Eis durch höhere Fließgeschwindigkeiten unterscheiden. Über sie fließt ein Großteil des Eises der Eisschilde ab – beim Antarktischen Eisschild sind dies 90 %, obwohl Eisströme nur 13 % der antarktischen Küstenlinie ausmachen. Bildhaft werden sie deshalb als „Arterien der Eisschilde“ bezeichnet. Die Fließgeschwindigkeit der Eisströme liegt oft deutlich über der von Gebirgsgletschern.
Eisströme im engeren Sinne sind dabei nicht durch sichtbare Felsformationen seitlich begrenzt. Wenn sie dies sind, handelt es sich um Auslassgletscher. Allerdings ermöglicht diese Definition in der Praxis keine sinnvolle Abgrenzung. Dies wird besonders deutlich beim Rutford-Eisstrom in der Antarktis, der nur auf einer Seite von Bergen begrenzt ist, auf der anderen Seite aber von sich langsamer bewegenden Eismassen. Bei der Definition im weiteren Sinne werden schnell fließende, durch Eisströme gespeiste Auslassgletscher einbezogen.
Als weltweit größter Eisstrom gilt der Lambertgletscher in der Antarktis. Der am schnellsten fließende bekannte Eisstrom ist der Jakobshavn Isbræ in Westgrönland. Dieser fließt unter normalen Umständen mit einer Geschwindigkeit von bis zu 7 Kilometern pro Jahr. 1996 und in den folgenden Jahren wurde zeitweise eine Verdoppelung dieser Geschwindigkeit auf 14 Kilometer pro Jahr festgestellt. Dies zeigt die große Dynamik, die Eisströme entwickeln können. In der Antarktis wurden sogar Eisströme beobachtet, die ihre Fließrichtung in relativ kurzer Zeit änderten.

## Morphologie
Aufgrund der höheren Fließgeschwindigkeit ziehen Eisströme das umgebende Eis nach unten. Dadurch liegt die Oberfläche eines Eisstroms tiefer als die des flankierenden Eises. Zwischen diesem und dem Eisstrom bilden sich riesige Längsspalten, die auf Satellitenaufnahmen gut zu sehen sind und mit zur Entdeckung der Eisströme geführt haben. In Längsrichtung unterscheidet sich das Oberflächenprofil eines Eisstroms von dem „normal“ fließenden Eises eines Eisschilds. Während die Form eines Eisschild an eine Parabelform erinnert und die Neigung mit der Entfernung von der Eisscheide zunimmt, ist ein Eisstrom an seinem Anfangspunkt am steilsten und wird flacher. Somit ist sein Oberflächenprofil entlang der Flusslinie konvex, im Gegensatz zur vorherrschenden konkaven Form der Eisschildoberfläche. Fast alle Eisströme enden im Meer, oft speisen sie einen Eisschelf.

## Gründe für die hohen Fließgeschwindigkeiten
Die unterschiedliche Verhalten verschiedener Eisströme legt nahe, dass es verschiedene Ursachen für die hohen Fließgeschwindigkeiten von Eisströmen gibt:
- Topografische Ursachen: Die meisten Eisströme fließen entlang von subglazialen Talstrukturen. Am größten ist der Einfluss der Topografie des Untergrunds am Rand der Eisschilde, wo sie am dünnsten sind. Grundsätzlich konzentriert sich der Eisfluss von Gletschern in Bereichen, an denen der Gletschergrund am tiefsten eingesenkt ist. Dass Eisströme die hohe Geschwindigkeit in den unteren Bereichen beibehalten oder sogar steigern, ist aber allein durch die Topografie nicht zu erklären.
- Abnahme der Viskosität des Eises: Die Konzentration des Eisflusses in einem Bereich führt zu hohen Spannungen und somit zu Reibungswärme. Diese führt zur Temperaturerhöhung im Inneren und macht das Eis weicher.
- „Schmierung“ am Gletschergrund: Bei den meisten Eisströmen geht man davon aus, dass flüssiges Wasser und basales Gleiten eine große Rolle spielt, und der Gletschergrund sehr gleitfähig ist. Bohrungen am Whillans-Eisstrom haben gezeigt, dass das Gletscherbett aus Schutt besteht, der einen hohen Anteil von Tonmineralien aufweist, und der Wasserdruck an der Schnittstelle von Eis und Schutt nahezu dem Druck entspricht, den das aufliegende Eis ausübt. Entweder entkoppelt dieser hohe Druck das Eis von seinem Bett oder es schwächt die Formstabilität des Schutts am Untergrund und ermöglicht so dessen Verformung, was das Gleiten begünstigt – oder beides.

## Schwankungen der Fließgeschwindigkeit
Für das Auftreten hoher und oft auch schwankender Fließgeschwindigkeiten bei Gletschern gibt es drei Kategorien: Surges, Gezeitengletscher und Eisströme. Dass diese Kategorien sich überschneiden, ist schon alleine deshalb ersichtlich, da praktisch alle von Eisströmen gespeisten Auslassgletscher auch Gezeitengletscher sind. Zumindest für einen solchen Auslassgletscher, dem Storstrømmen im Nordosten Grönlands, gilt als sicher, dass er zudem Surge-Verhalten zeigt: Von 1913 bis 1978 zog er sich zurück, um dann in den folgenden Jahren rasch – mit Geschwindigkeit von mehr als 4 Kilometern pro Jahr – vorzustoßen, wobei große Eismassen vom oberen Zehrgebiet in das untere verlagert wurden.
Es gibt allerdings keine Anzeichen dafür, dass größere Bereiche der heutigen Eisschilde und Eisströme Surge-Verhalten zeigen. Insbesondere haben Messungen bislang kein Indiz für größere Regionen geliefert, wo die Eisbewegung nahezu zum Erliegen gekommen ist und die Eisdicke im Vergleich zu tiefer liegenden Bereichen kontinuierlich zunimmt, was charakteristisch für Surge-Verhalten bei Gebirgsgletschern ist. Auf der anderen Seite wären Surges die plausibelste Erklärung für die Heinrich-Ereignisse beim Laurentidischen Eisschild während des Jungpleistozäns. Allerdings hat man bislang keine ausreichende Kenntnis über die damalige Gletscherdynamik.
In der Westantarktis zeigten die an der Siple-Küste mündenden Eisströme auffällige Schwankungen während der letzten Jahrhunderte. Während die Fließgeschwindigkeit des Whillans-Eisstroms zwischen 300 und 800 Metern pro Jahr liegt, tritt der Kamb-Eisstrom, bei dem dieselben klimatischen Bedingungen vorliegen, seit etwa 200 Jahren nahezu auf der Stelle. Eine mögliche Erklärung für dieses Verhalten ist, dass sich die subglazialen Wasserabflüsse umgestellt haben könnten. Dies sorgt möglicherweise für ein Festfrieren am Gletscherbett, da das Eis am Gletschergrund nur durch von zufließendem Wasser zugeführte Schmelzenthalpie am Druckschmelzpunkt bleiben kann. Möglicherweise nimmt dieses Wasser nun den Weg über einen anderen Eisstrom.
Interessanter als die Frage, ob Eisströme Surge-Verhalten zeigen, scheint im Moment die Frage, ob die von Gezeitengletschern bekannten Eigendynamik entwickelnden Prozesse zum Zerfall ganzer Eisschilde führen können. Beim Rückzug der Grounding Line, also der Linie, ab der das Eis beginnt, auf dem Meer zu schwimmen, vermindert sich der Reibungswiderstand, wodurch sich die Fließgeschwindigkeit erhöht. Dadurch dünnt das Eis weiter aus, wodurch ein Rückkopplungseffekt entsteht.